# رودهن
رودهن (بالفارسية: رودهن) هي مدينة تقع في إيران في قسم رودهن. يقدر عدد سكانها بـ 19,535 نسمة .

## معرض صور

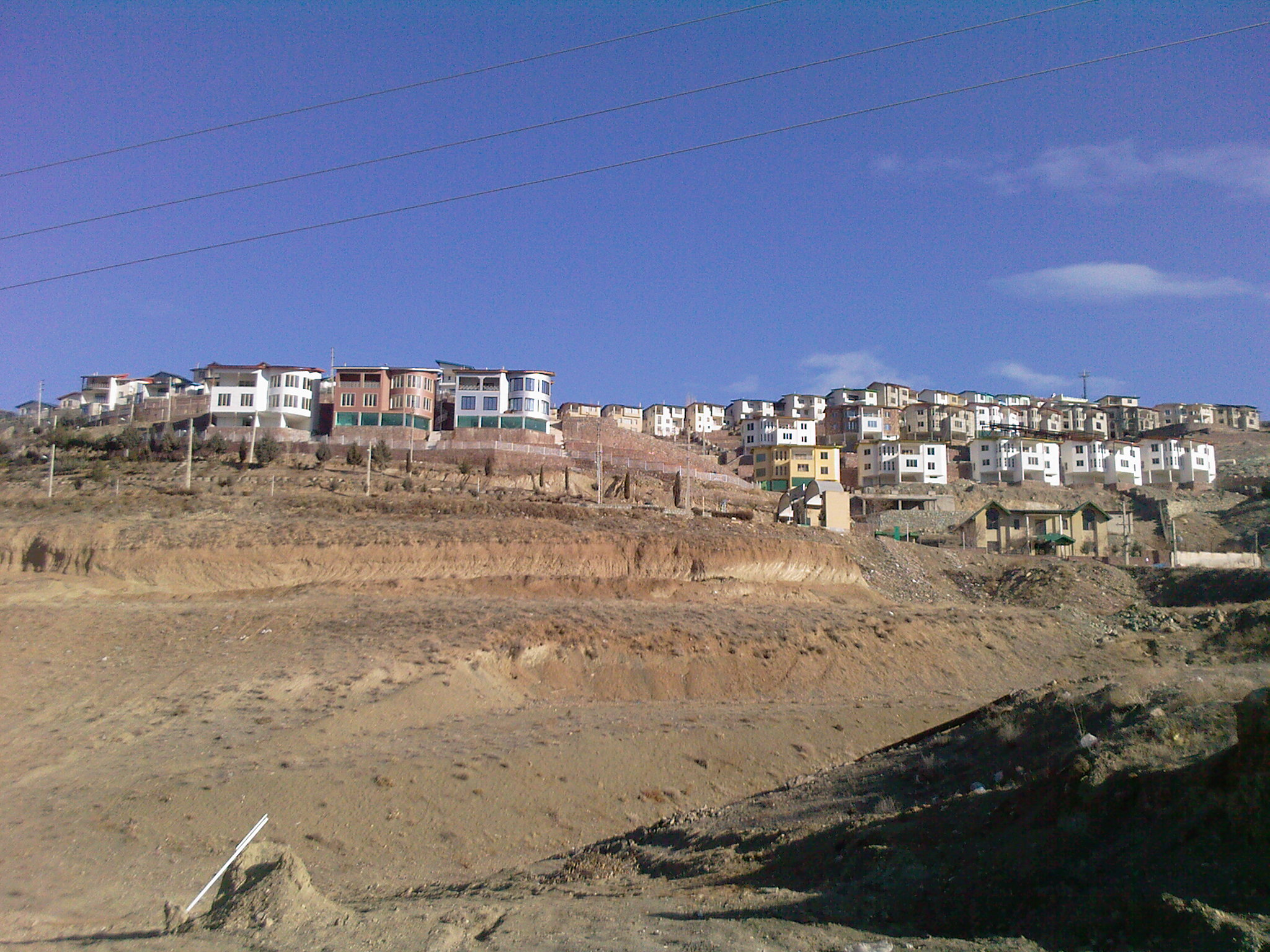
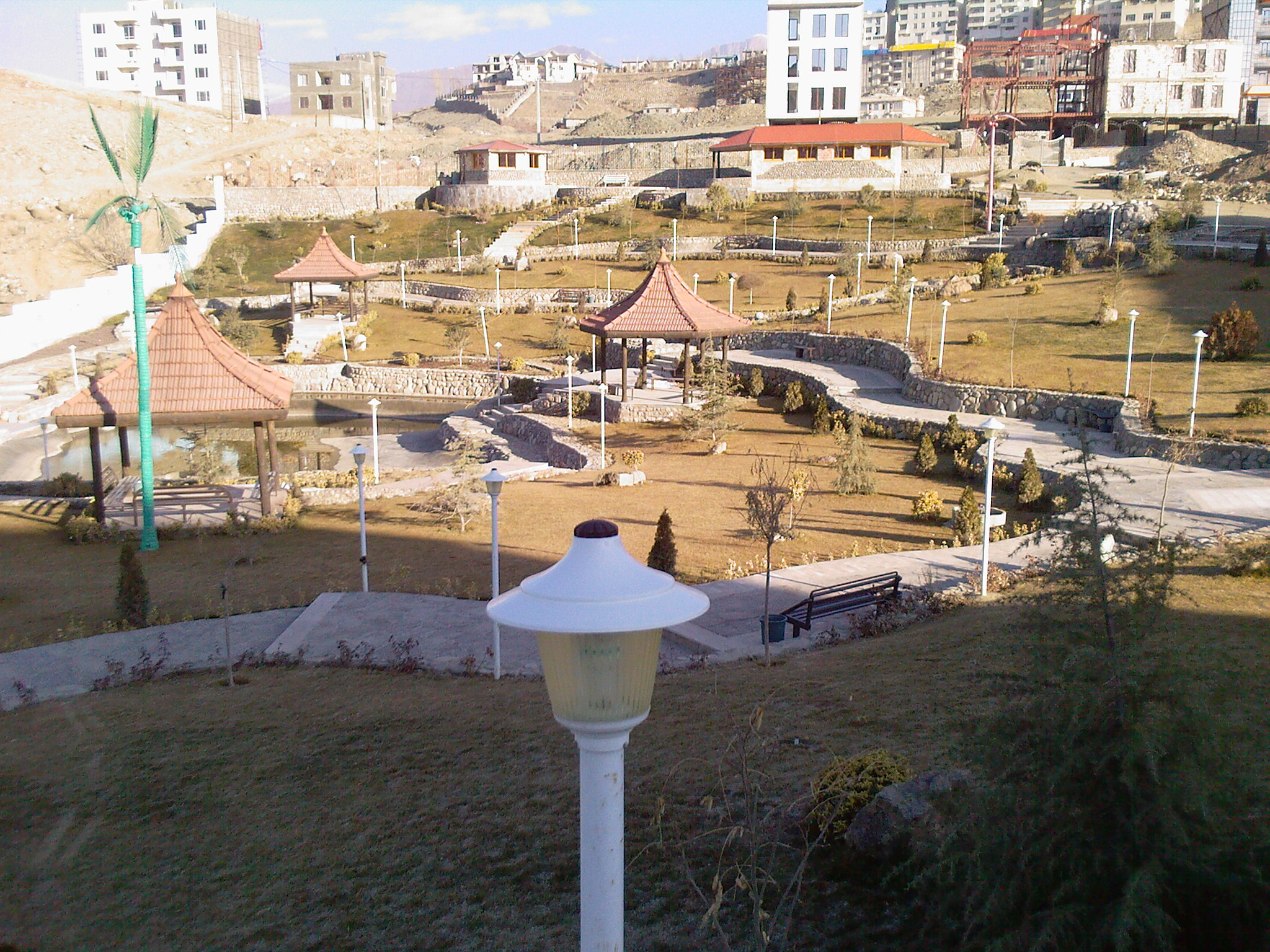
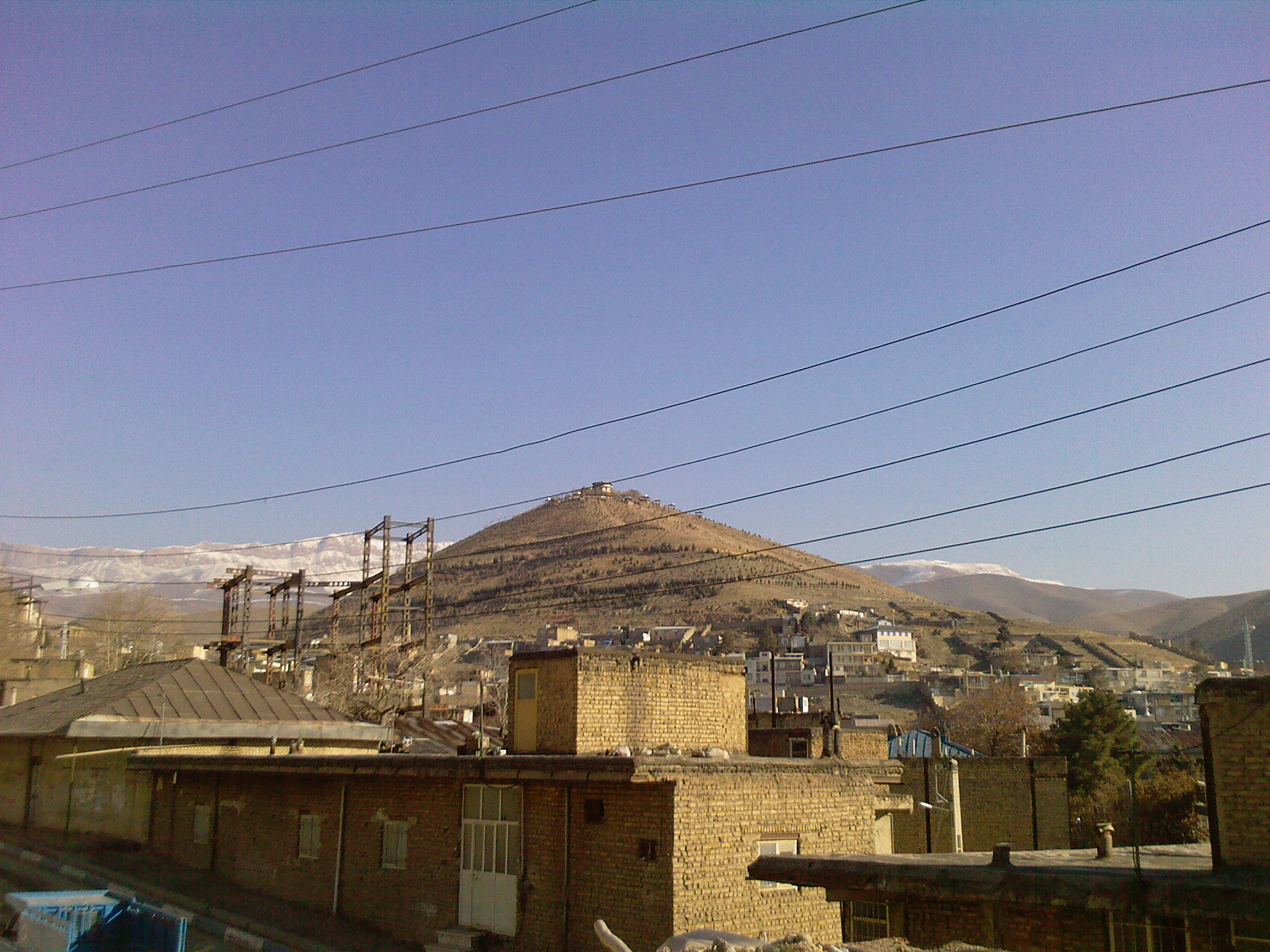
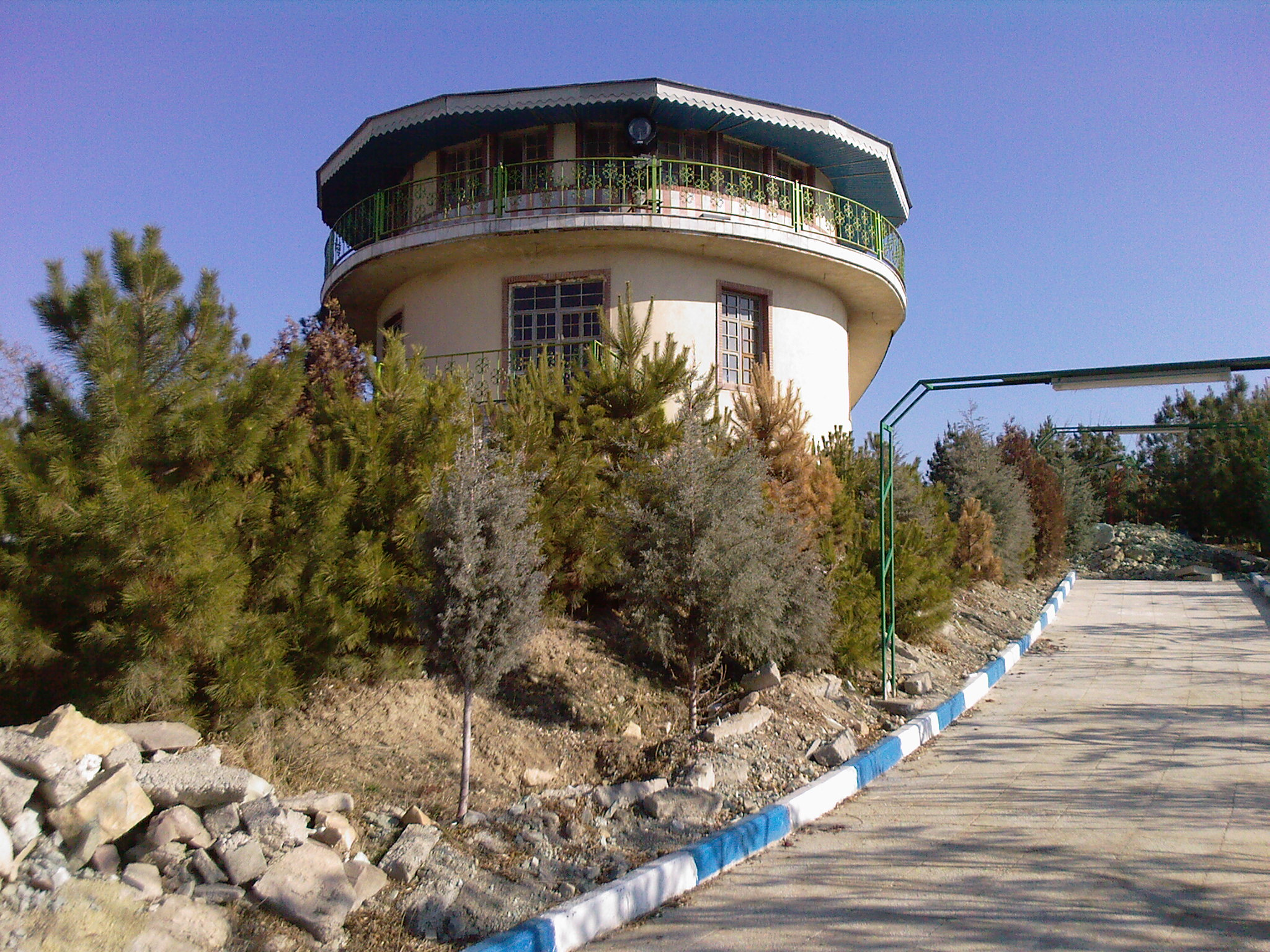
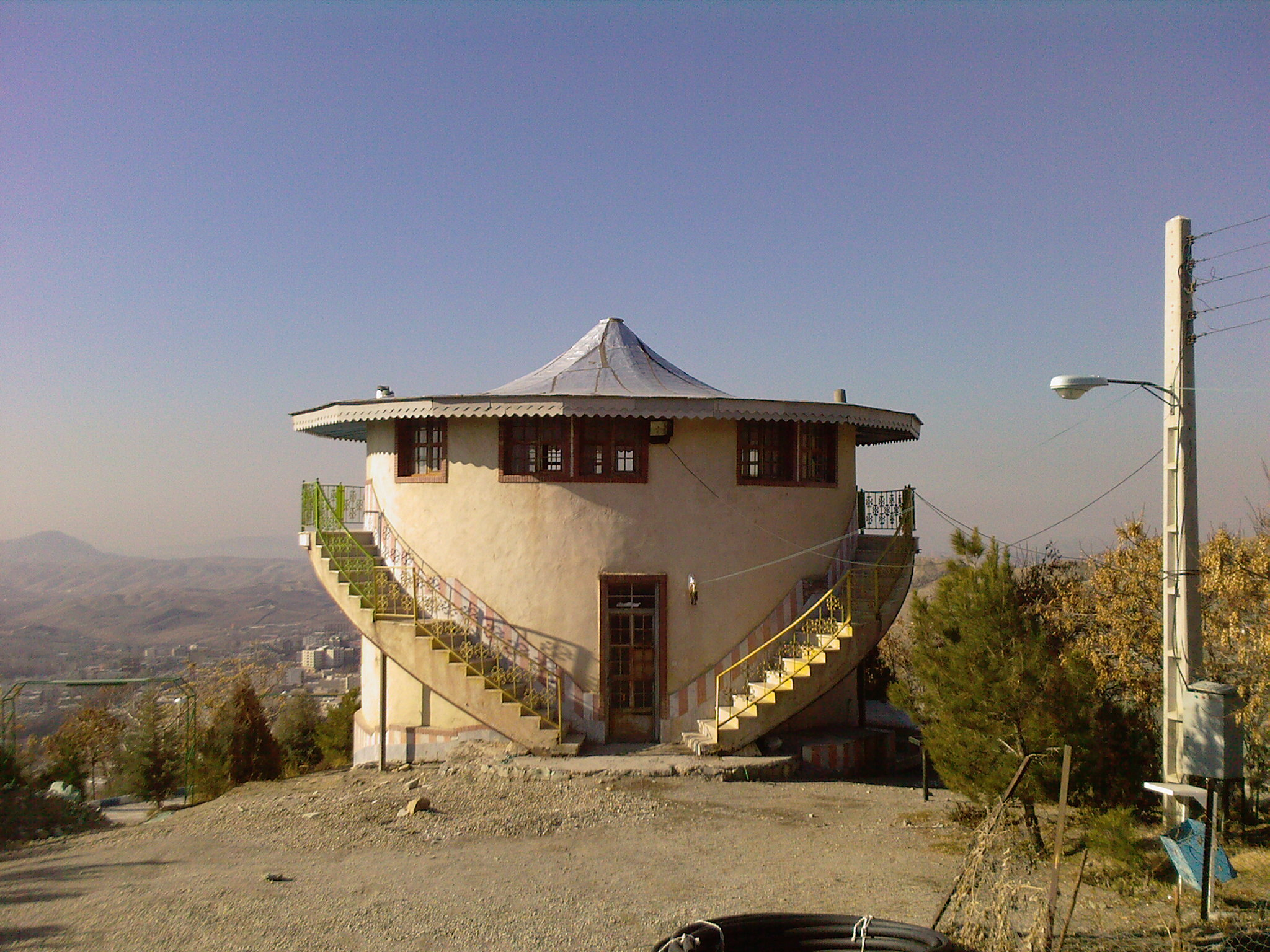